# Lethrus serridens
Lethrus serridens is een keversoort uit de familie mesttorren (Geotrupidae). De wetenschappelijke naam van de soort werd in 1971 gepubliceerd door Nikolajev.